# کواکو سینتیم میسا
کواکو سینتیم میسا (انگلیسی: Kwaku Sintim-Misa؛ زادهٔ ۵ دسامبر ۱۹۵۶) بازیگر، کارگردان تلویزیونی، نویسنده، و بازیگر تلویزیون اهل غنا است.